# سفيند آجي غرونفولد
سفيند آجي غرونفولد (بالدنماركية: Svend Aage Grønvold)‏ هو مجدف دنماركي، ولد في 13 ديسمبر 1903 في كوبنهاغن في الدنمارك، وتوفي في 8 ديسمبر 1969.

## وصلات خارجية
- سفيند آجي غرونفولد على موقع الاتحاد الدولي للتجديف (الإنجليزية)
- سفيند آجي غرونفولد على موقع اللجنة الأولمبية الدولية (الإنجليزية)
- سفيند آجي غرونفولد على موقع أوليمبيديا (الإنجليزية)